# Quatre Jours de Dunkerque 2011
La 57e édition de la course cycliste, les Quatre Jours de Dunkerque a lieu du 4 au 8 mai 2011. La compétition est classée en catégorie 2.HC dans l'UCI Europe Tour 2011. L'épreuve est remportée par le Français Thomas Voeckler qui conforte ainsi sa première place du classement individuel de l'UCI Europe Tour.

## Présentation

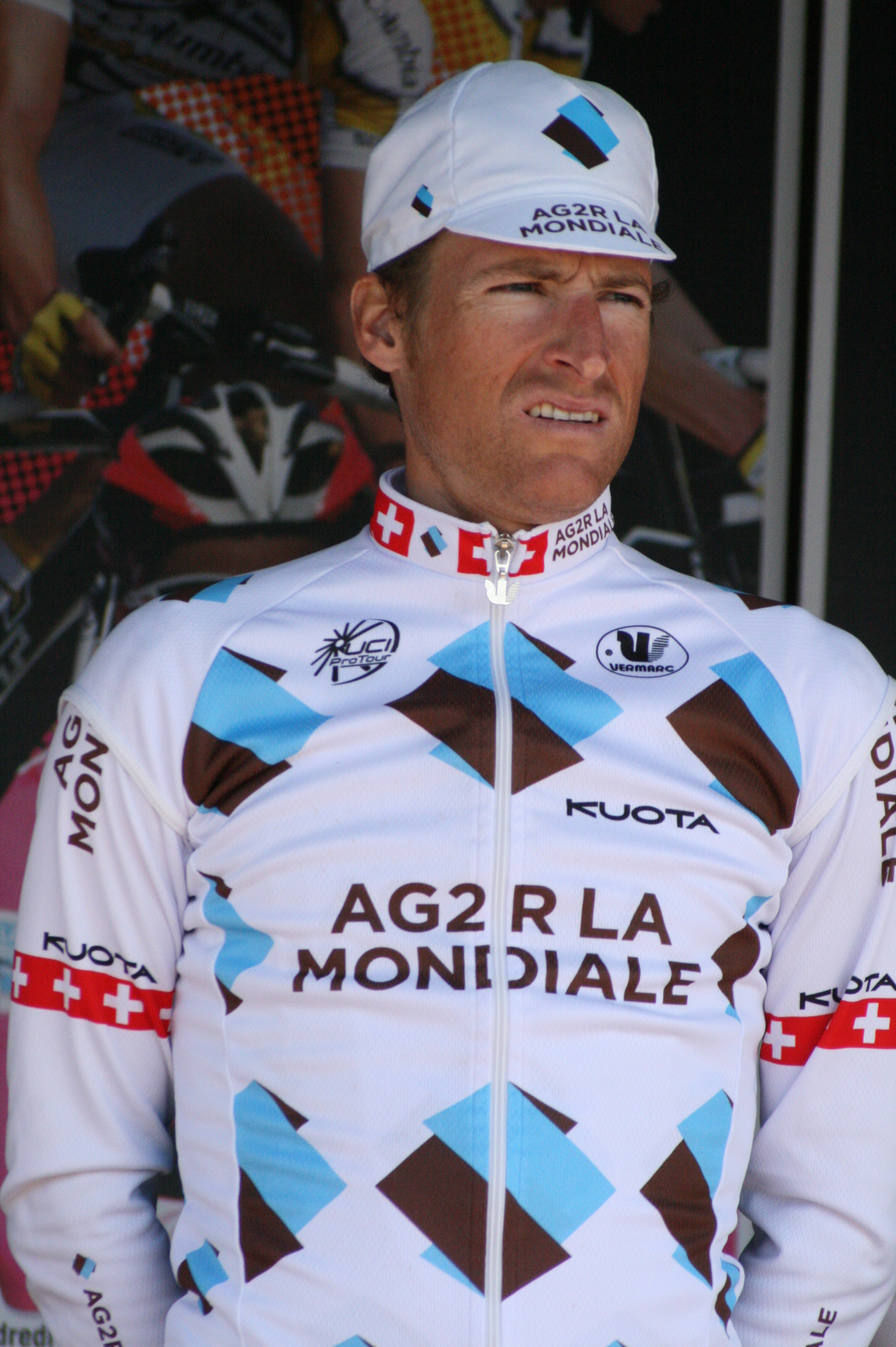
Martin Elmiger le tenant du titre.

### Équipes
Dix-huit équipes participent à ces Quatre Jours de Dunkerque : six équipes ProTour, dix équipes continentales professionnelles et deux équipes continentales. Huit équipes professionnelles françaises sont présentes. On retrouve : 
- équipes ProTour : AG2R La Mondiale, Team Katusha, Team Leopard-Trek, Quick Step, Saxo Bank-SunGard, Vacansoleil-DCM
- équipes continentales professionnelles : Bretagne-Schuller, Cofidis, FDJ, Saur-Sojasun, Europcar, Landbouwkrediet, Topsport Vlaanderen-Mercator, Verandas Willems-Accent, De Rosa-Ceramica Flaminia, Skil-Shimano
- équipes continentales : Big Mat-Auber 93, Roubaix Lille Métropole

### Favoris
Vainqueur l'an dernier, le Suisse Martin Elmiger (AG2R La Mondiale) tentera de garder son bien. Filippo Pozzato, écarté du Giro par son équipe Katusha pour cause de mauvais résultats, figure comme l'un des favoris de l'épreuve, tout comme le Belge Nick Nuyens (Saxo Bank-Sungard) et le Français Thomas Voeckler (Europcar).

## Les étapes
| \| Dunkerque Orchies Douai Iwuy Caudry Le Cateau- · Cambrésis Hazebrouck Cassel Grande-Synthe \| Carte des villes accueillant les départs et les arrivées. |
| Dunkerque Orchies Douai Iwuy Caudry Le Cateau- · Cambrésis Hazebrouck Cassel Grande-Synthe                                                                 |

| Étape     | Date  | Villes étapes                |  | Distance (km) | Vainqueur d’étape | Leader du classement général |
| --------- | ----- | ---------------------------- |  | ------------- | ----------------- | ---------------------------- |
| 1re étape | 4 mai | Dunkerque – Orchies          |  | 180,6         | Marcel Kittel     | Marcel Kittel                |
| 2e étape  | 5 mai | Douai (Gayant Expo) – Iwuy   |  | 166           | Marcel Kittel     | Marcel Kittel                |
| 3e étape  | 6 mai | Caudry – Le Cateau-Cambrésis |  | 171,2         | Marcel Kittel     | Marcel Kittel                |
| 4e étape  | 7 mai | Hazebrouck – Cassel          |  | 189,6         | Thomas Voeckler   | Thomas Voeckler              |
| 5e étape  | 8 mai | Grande-Synthe – Dunkerque    |  | 175           | Marcel Kittel     | Thomas Voeckler              |

## Récit de la course
Les trois premières étapes de la course ont toutes le même dénouement. Elles se terminent en effet par un sprint remporté par l'Allemand Marcel Kittel. Ces victoires et les bonifications qui vont avec lui permettent d'avoir 30 secondes d'avance sur son premier poursuivant, le Lituanien Aidis Kruopis à la veille de l'étape de Cassel.
La quatrième étape est dite « des monts ». Elle doit permettre de départager les protagonistes à la victoire finale et se déroule sur un parcours partant d'Hazebrouck et qui se termine par un circuit autour du mont Cassel. Elle est remportée par le leader de l'UCI Europe Tour 2011, Thomas Voeckler, qui s'échappe à un tour de l'arrivée. Voeckler s'impose en solitaire avec 1 minute 43 secondes d'avance sur un groupe de poursuivants réglé au sprint par Laurent Pichon devant Zdeněk Štybar. Le classement général est chamboulé, les trois premiers de l'étape étant classés dans le même ordre au général.

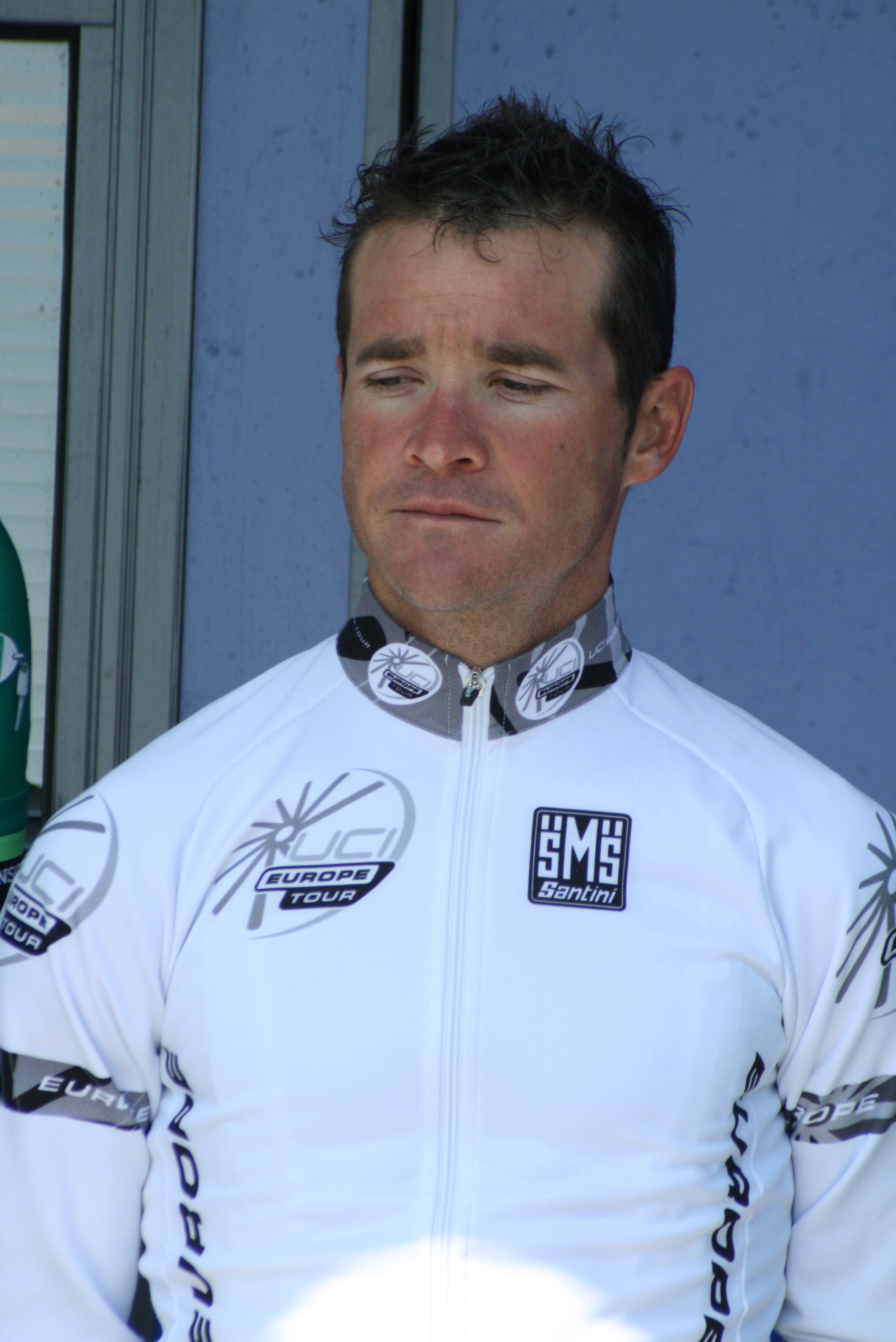
Thomas Voeckler, vainqueur de cette édition des Quatre Jours de Dunkerque, avec son maillot de leader de l'UCI Europe Tour 2011.

La cinquième et dernière étape se déroule selon le même scénario que les trois premières. Elle se conclut par un sprint massif gagné par Marcel Kittel qui emporte sa quatrième victoire sur ces Quatre Jours de Dunkerque. En l'absence de modification dans le classement général, Thomas Voeckler conserve son maillot rose et remporte donc la 57e édition de l'épreuve nordiste.

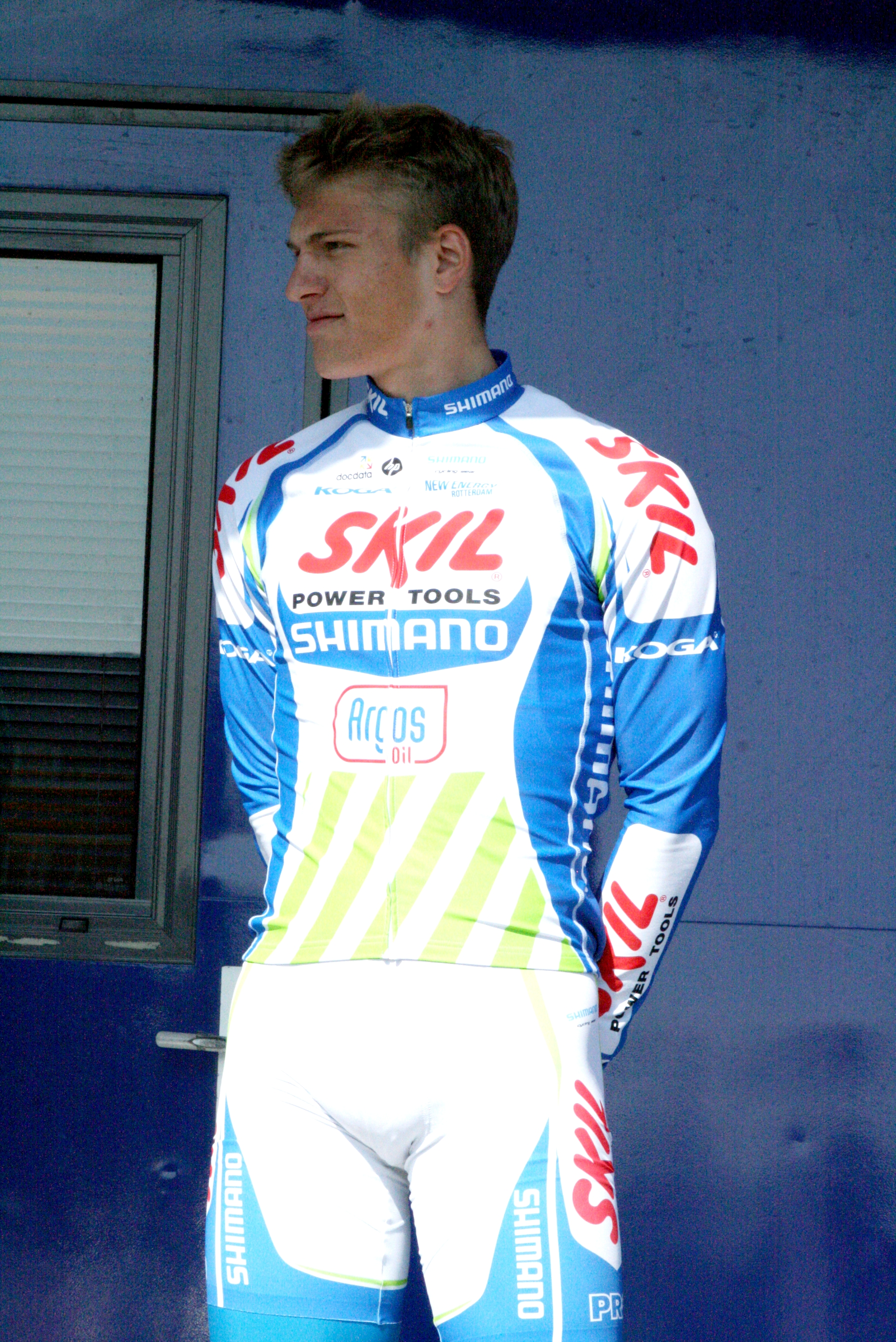
Marcel Kittel, vainqueur de quatre étapes en 2011.

## Classements finals

### Classement général
|    | Cycliste         | Pays | Équipe            |    | Temps            |
| -- | ---------------- | ---- | ----------------- | -- | ---------------- |
| 1  | Thomas Voeckler  |      | Europcar          | en | 20 h 36 min 01 s |
| 2  | Laurent Pichon   |      | Bretagne-Schuller | +  | 1 min 50 s       |
| 3  | Zdeněk Štybar    |      | Quick Step        |    | 1 min 52 s       |
| 4  | Rob Ruijgh       |      | Vacansoleil-DCM   |    | 1 min 56 s       |
| 5  | Pierrick Fédrigo |      | FDJ               |    | m.t.             |
| 6  | Thierry Hupond   |      | Skil-Shimano      |    | m.t.             |
| 7  | Davy Commeyne    |      | Landbouwkrediet   |    | 2 min 08 s       |
| 8  | Martijn Keizer   |      | Vacansoleil-DCM   |    | 2 min 13 s       |
| 9  | Mickaël Delage   |      | FDJ               |    | 2 min 15 s       |
| 10 | Kevin De Weert   |      | Quick Step        |    | m.t.             |

### Classements annexes

#### Classement par points
|   | Cycliste            | Équipe                       | Points |
| - | ------------------- | ---------------------------- | ------ |
|   | Marcel Kittel       | Skil-Shimano                 | 88     |
| 2 | Yauheni Hutarovich  | FDJ                          | 45     |
| 3 | Michael Van Staeyen | Topsport Vlaanderen-Mercator | 44     |
| 4 | Giacomo Nizzolo     | Team Leopard-Trek            | 37     |
| 5 | Alexander Porsev    | Team Katusha                 | 28     |

#### Classement du meilleur grimpeur
|   | Cycliste         | Équipe                  | Points |
| - | ---------------- | ----------------------- | ------ |
|   | Anthony Colin    | Roubaix Lille Métropole | 13     |
| 2 | Kevin De Weert   | Quick Step              | 7      |
| 3 | Joost van Leijen | Vacansoleil-DCM         | 7      |
| 4 | Thomas Voeckler  | Europcar                | 6      |
| 5 | Sylvain Georges  | Big Mat-Auber 93        | 5      |

#### Classement du meilleur jeune
|   | Cycliste         | Équipe                  | Temps               |
| - | ---------------- | ----------------------- | ------------------- |
|   | Laurent Pichon   | Bretagne-Schuller       | en 20 h 37 min 51 s |
| 2 | Rob Ruijgh       | Vacansoleil-DCM         | + 06 s              |
| 3 | Martijn Keizer   | Vacansoleil-DCM         | + 23 s              |
| 4 | Steven Tronet    | Roubaix Lille Métropole | + 26 s              |
| 5 | Kristof Goddaert | AG2R La Mondiale        | m.t.                |

#### Classement par équipes
|   | Équipe                  | Pays | Temps               |
| - | ----------------------- | ---- | ------------------- |
| 1 | Bretagne-Schuller       |      | en 61 h 54 min 35 s |
| 2 | Quick Step              |      | m.t.                |
| 3 | Vacansoleil-DCM         |      | m.t.                |
| 4 | Big Mat-Auber 93        |      | + 20 s              |
| 5 | Roubaix Lille Métropole |      | + 1 min 02 s        |

## Évolution des classements
| Étape              | Vainqueur          | Classement général | Classement par points | Classement de la montagne | Classement du meilleur jeune | Classement par équipes |
| ------------------ | ------------------ | ------------------ | --------------------- | ------------------------- | ---------------------------- | ---------------------- |
| 1                  | Marcel Kittel      | Marcel Kittel      | Marcel Kittel         | Anthony Colin             | Marcel Kittel                | Katusha                |
| 2                  | Marcel Kittel      | Marcel Kittel      | Marcel Kittel         | Sylvain Georges           | Marcel Kittel                | Katusha                |
| 3                  | Marcel Kittel      | Marcel Kittel      | Marcel Kittel         | Anthony Colin             | Marcel Kittel                | Katusha                |
| 4                  | Thomas Voeckler    | Thomas Voeckler    | Marcel Kittel         | Anthony Colin             | Laurent Pichon               | Bretagne-Schuller      |
| 5                  | Marcel Kittel      | Thomas Voeckler    | Marcel Kittel         | Anthony Colin             | Laurent Pichon               | Bretagne-Schuller      |
| Classements finals | Classements finals | Thomas Voeckler    | Marcel Kittel         | Anthony Colin             | Laurent Pichon               | Bretagne-Schuller      |